# ایستگاه انرژی اتمی کریمه
ایستگاه انرژی اتمی کریمه (به لاتین: Crimean Atomic Energy Station) یک نیروگاه هسته ای در اوکراین است که در شچولکینه واقع شده‌است.